# Morgen Freiheit
Le Morgen Freiheit (en français Liberté matinale) était un quotidien américain en yiddish publié à New York et affilié au Parti communiste des États-Unis d'Amérique. Le journal fut créé en 1922.
Après la Seconde Guerre mondiale le journal commença à défendre une ligne politique pro-israélienne, ce qui lui valut l'exclusion du Parti communiste de son rédacteur en chef, Paul Novick.
Le journal cessa ses activités en 1988.